# Бачевский сельский совет (Глуховский район)
Бачевский сельский совет (укр. Бачівська сільська рада) — входит в состав
Глуховского района
Сумской области
Украины.
Административный центр сельского совета находится в 
с. Бачевск
.

## Населённые пункты совета
- с. Бачевск
- с. Толстодубово

## Ликвидированные населённые пункты совета
- с. Широкое